# マルシリオ・カッソッティと妻ファウスティーナの肖像
『マルシリオ・カッソッティと妻ファウスティーナの肖像』（マルシリオ・カッソッティとつまファウスティーナのしょうぞう、西: Micer Marsilio Cassotti y su esposa Faustina、英: Marsilio Cassotti and his Wife Faustina）は、イタリアの盛期ルネサンス・ヴェネツィア派の画家、ロレンツォ・ロットが1523年に制作したキャンバス上の油彩画である。「L. Lotus Pictor / 1523」と署名され、制作年が記されている。作品は花婿の父ザンニ・カッソッティ (Zanni Cassotti) によって依頼され、おそらく17世紀にスペインに運ばれるまで家族のもとに留まった。 1666年に旧マドリード王宮 (アルカサル)の芸術作品の目録に記録され、19世紀以来、マドリードのプラド美術館に所蔵されている。 

## 作品
本作は、ドイツとネーデルラントの版画に触発されてイタリアで制作された結婚の肖像画としては、知られている作品中最初のものである。モデルの人物たちと、その衣服と装飾品、そして作品の本来の価格が30デナーリ（後に20デナーリに引き下げられた）であったことを説明する、ロットによるメモが残っている。
作品は、結婚の瞬間に新郎が花嫁の指に指輪を置いているところを表している。ヴェネツィアの花嫁に好まれた赤色のドレスの様式は、ロットによる『ルチーナ・ブレンバーティの肖像』のドレスに類似している。花嫁は2つのネックレスを身に着けており、1つは真珠（夫への忠誠を象徴する）で、もう1つは金である。彼女はカメオも身に着けているが、それには、ローマ皇帝アントニウス・ピウス (138–161年) の妻で、完璧な妻の権化であったファウスティーナの像が象られている。
夫婦の背後にはキューピッドがおり、その姿は、本作同様に画家のベルガモ時代に制作された『ヴィーナスとキューピッド』 (メトロポリタン美術館) のキューピッドと同一のものである。キューピッドは2人の肩にくびきを置いているが、これは夫婦の絆と新しい結婚の絆を維持するために必要な美徳を象徴している。くびきから生えている月桂樹の葉も夫婦の忠誠心を象徴している。
この絵画には、描かれている人物の社会的地位や愛情表現以上にキューピッドの姿を通して古典美術への言及がある。夫婦を抱くような仕草で描かれたキューピッドは結婚・家庭を司る女神ユノの姿であり、おそらくロットがローマ訪問中に尋ねた墳墓などで見た彫像に触発されたのであろう。なお、キューピッドが両手を広げたポーズは、当時のドイツ美術の影響である。
結婚肖像画の例にもれず、妻ファウスティーナの夫マルシリオへの従属的地位は彼女のポーズに現れている。妻の位置として伝統的な右側に描かれた彼女は身を屈め、夫にもたれるように描かれているのである。とはいえ、この図像学的な解釈は、絵画の究極的な意味を説明するものではない。マルシリオはベルガモでは非常に若いとされた21歳で結婚したが、それは父親ザンニから独立を認められた翌年のことであった。ザンニは、息子のマルシリオに既婚者の責任を教え、結婚とはくびきであると警告する絵画をロットに描いてもらうよう望んだ。チェーザレ・リーパは、1618年の著作『イコノロギア』(Iconologia＝図像学) で「結婚」を「くびき」で表現したが、この絵画の皮肉さは、美術史家バーナード・ベレンソンがすでに指摘した通り、結婚式という厳粛な場面としては驚くべきキューピッドの笑みにより強調されている。

## ギャラリー

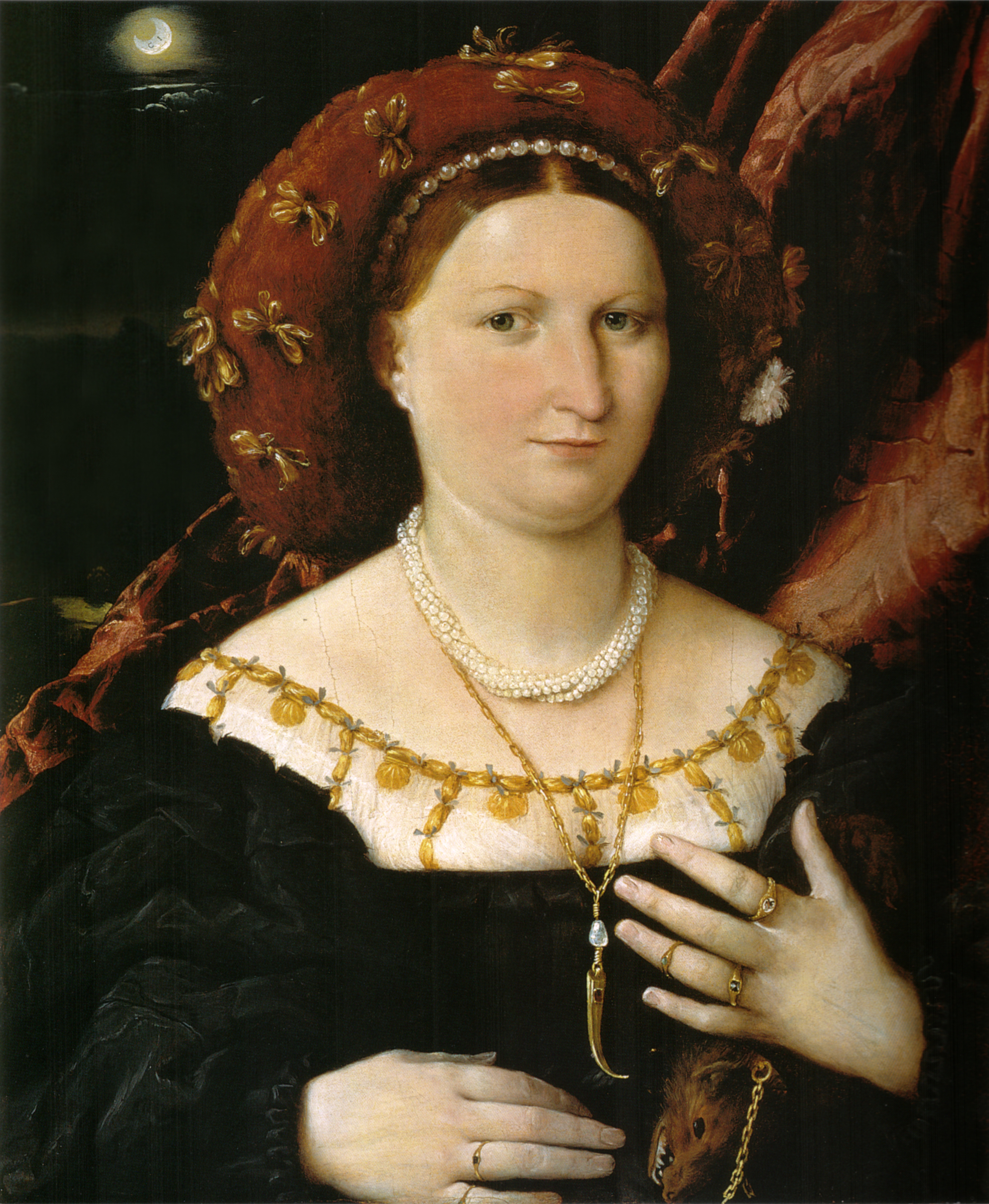
ロレンツォ・ロット『ルチーナ・ブレンバーティの肖像』(1518年ごろ)、アカデミア・カッラーラ (ベルガモ)
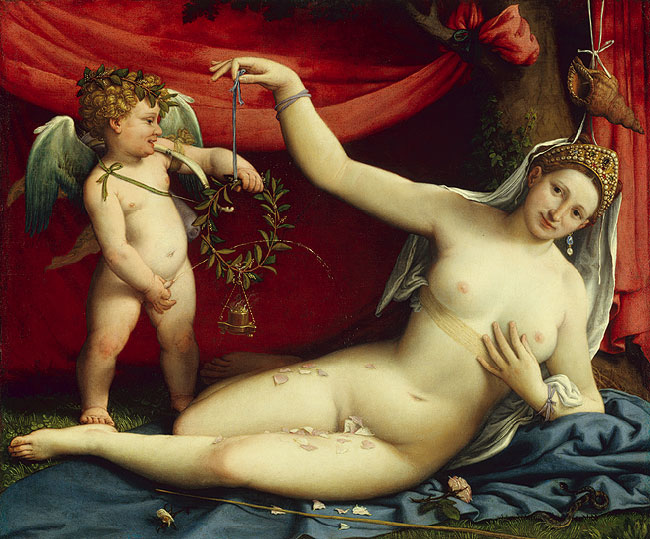
ロレンツォ・ロット『ヴィーナスとキューピッド』、メトロポリタン美術館、1530年ごろ